# Ngựa lùn Quarter
Ngựa lùn Quarter hay ngựa lùn một phần tư dặm (Quarter Pony) là một giống ngựa lùn có nguồn gốc ở Mỹ, chúng có điểm tương đồng với giống ngựa Quarter Mỹ. Giống ngựa này ban đầu được phát triển từ ngựa Quarter mà không đáp ứng yêu cầu chiều cao của Hiệp hội Ngựa Mỹ. Giống ngựa này được lai giống như một con ngựa Sơn cở nhỏ, mặc dù các cơ quan đăng ký khác nhau cũng cho phép lai với các giống khác, bao gồm ngựa sơn Mỹ, ngựa Appaloosa và ngựa lùn Mỹ, tất cả các loại là đàn giống. Chúng có màu sắc lông đa dạng gồm cả phức hợp lông da báo tuy vậy những cá thể nhiều màu sắc kiểu Pinto hoặc sắc trắng trội lại không được chấp nhận đăng ký giống, những con ngựa lai tạp kể cả về kiểu dáng cũng không được chấp nhận đăng ký.
Giống ngựa này khi đứng có chiều cao lên đến 14,2 gang ty (58 inch, 147 cm) và được phát triển từ dòng máu nền tảng của ngựa Quarter. Ngựa lùn Quarter ban đầu được phát triển từ những con ngựa không đáp ứng yêu cầu chiều cao ban đầu của Hiệp hội Ngựa Mỹ từ 14,2 tay (58 inch, 147 cm). Yêu cầu về chiều cao này sau đó đã được gỡ bỏ, nhưng giống ngựa lùn Quarter vẫn tiếp tục duy trì ngoại hình này. Lưng của chúng ngắn, nhưng bè và có độ dốc
Có ba hồ sơ đăng ký cho Quarter Pony, tất cả với các yêu cầu đăng ký hơi khác nhau. Việc đăng ký đầu tiên đã được bắt đầu vào năm 1964, và thêm hai đã được bắt đầu vào những năm 1970. Giống ngựa lùn này được sử dụng ngày nay trong một loạt các ngành cưỡi ngựa kiểu phương Tây. Tuy nhiên, nếu ngựa con có bố và mẹ đã đăng ký với cơ quan đăng ký giống được phê duyệt (các giống được phê duyệt bao gồm ngựa sơn, ngựa Appaloosa và ngựa lùn Mỹ-Pony of the Americas), chúng sẽ tự động đủ điều kiện để đăng ký, không cần kiểm tra. Các nhà lai tạo và đăng ký khuyến khích các dòng máu được biết đến từ ngựa Quarter, nhưng tất cả các cơ quan đăng ký không bắt buộc các tiêu chuẩn này. 